# Annie Easley
Annie J. Easley (Birmingham (Alabama), 23 aprile 1933 – Cleveland, 25 giugno 2011) è stata un'informatica e matematica statunitense.
Ha lavorato per il Lewis Research Center (ora Glenn Research Center) della National Aeronautics and Space Administration (NASA) e per il suo ente predecessore, il National Advisory Committee for Aeronautics (NACA). Fu un membro di spicco del team che ha sviluppato il software per lo stadio Centaur dei razzi lanciatori e fu una delle prime afroamericane a lavorare come informatica alla NASA.

## Biografia
Annie Easley è nata da Samuel Bird Easley e Mary Melvina Hoover a Birmingham, in Alabama .
Dopo il liceo scientifico frequentò la Xavier University di New Orleans, in Louisiana, dove si laureò in farmacia.
Dopo il matrimonio si trasferì a Cleveland con l'intenzione di proseguire gli studi. Sfortunatamente, l'università locale aveva chiuso i corsi di farmacia poco tempo prima e poiché la facoltà di farmacia più vicina si trovava a Columbus, non potendo lasciare il marito per trasferirvisi, lasciò momentaneamente gli studi. 

### Carriera al NACA e alla NASA

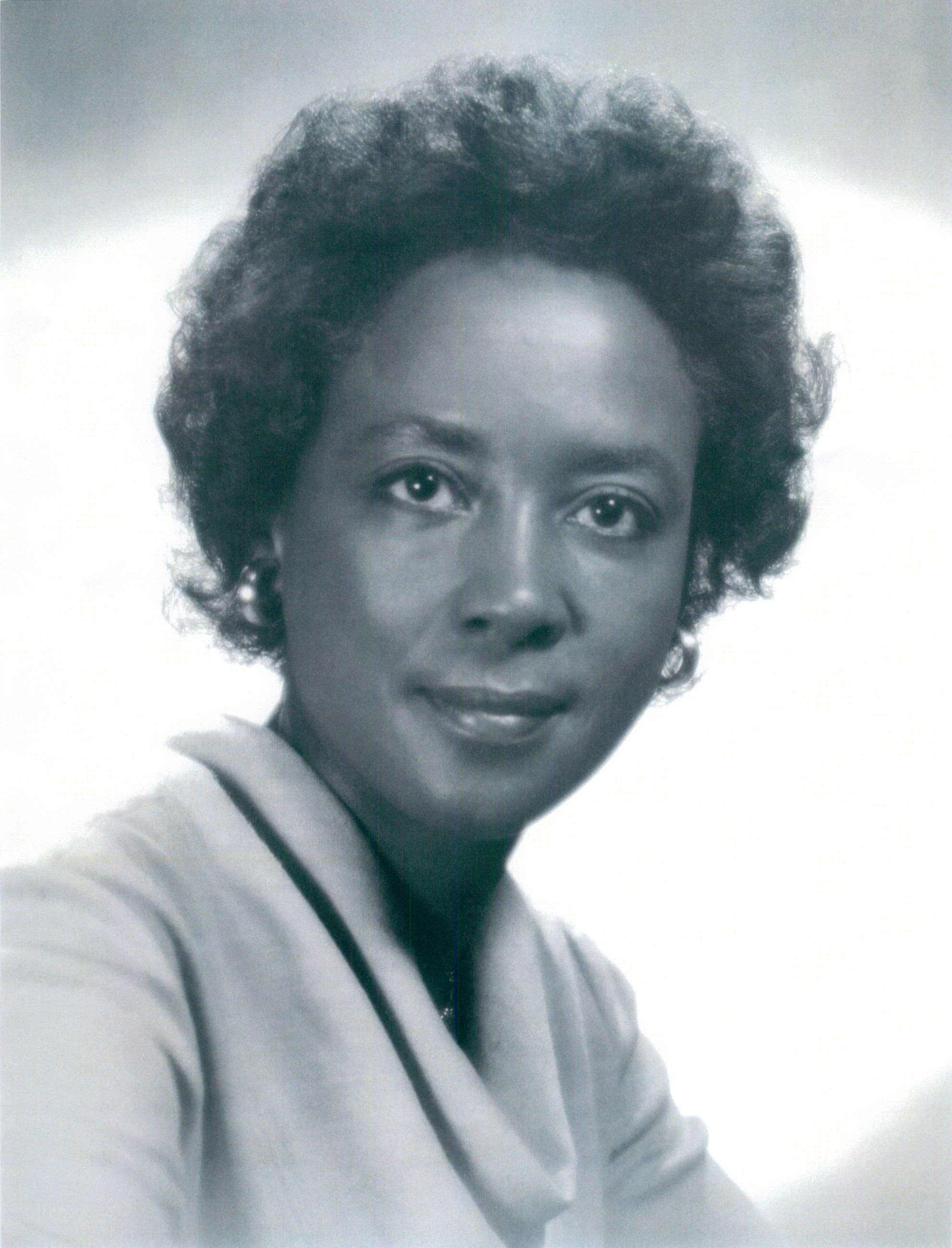
Annie Easley, NASA

Nel 1955 lesse su un giornale locale di due sorelle gemelle che lavoravano per il National Advisory Committee for Aeronautics (NACA) come "calcolatrici". Fece quindi domanda per un lavoro e dopo due settimane fu assunta, una dei soli quattro afroamericani tra circa 2500 impiegati. Iniziò la sua carriera come matematica e ingegnere informatico presso il NACA Lewis Flight Propulsion Laboratory, poi Centro di ricerca Lewis della NASA (1958–1999) e, successivamente, John H. Glenn Research Center a Cleveland, Ohio. Continuiò la sua formazione mentre lavorava per l'agenzia e, nel 1977, conseguì un Bachelor of Science in Matematica presso la Cleveland State University. Frequentò ulteriori corsi di specializzazione interni alla NASA nel corso di tutta la sua carriera lavorativa.
La sua carriera ultratrentennale ha incluso lo sviluppo e l'implementazione del codice per l'analisi di tecnologie per lo sfruttamento di tecnologie per i propellenti anternativi, per lo stadio Centaur utilizzato come stadio superiore di diversi lanciatori, per progetti sullo sfruttamento di energia solare ed eolica e occupandosi in generale di problemi connessi allo sfruttamento delle diverse fonti energetiche. Ha lavorato inoltre al ciclo di vita delle batterie di accumulo, come quelle utilizzate nei veicoli elettrici nonché alla gestione informatizzata dei sistemi di conversione energetica. Si è ritirata nel 1989 (alcune fonti dicono 1991).
Il lavoro di Easley al progetto Centaur è stato inoltre indispensabile nella riuscita dei lanci dello Space Shuttle e della sonda Cassini, il cui lanciatore aveva il Centaur come stadio superiore.
Annie Easley è stata intervistata a Cleveland, il 21 agosto 2001 da Sandra Johnson.  L'intervista è archiviata nel National Aeronautics and Space Administration Johnson Space Center Oral History Program. La trascrizione dell'intervista di 55 pagine include materiale sulla storia del movimento per i diritti civili, del Glenn Research Center, del Johnson Space Center, del volo spaziale e del contributo delle donne al volo spaziale.
Annie Easley è morta il 25 giugno 2011 per cause naturali.

## Opere
- Performance and Operational Economics Estimates for a Coal Gasification Combined-Cycle Cogeneration Powerplant. Nainiger, Joseph J.; Burns, Raymond K.; Easley, Annie J. NASA, Lewis Research Center, Cleveland, Ohio, USA NASA Tech Memo 82729 Mar 1982 31p
- Bleed Cycle Propellant Pumping in a Gas-Core Nuclear Rocket Engine System. Kascak, A. F. ; Easley, A. J. National Aeronautics and Space Administration. Lewis Research Center, Cleveland, Ohio. Report No.: NASA-TM-X-2517; E-6639 March 1972
- Effect of Turbulent Mixing on Average Fuel Temperatures in a Gas-Core Nuclear Rocket Engine. Easley, A. J. ; Kascak, A. F.; National Aeronautics and Space Administration. Lewis Research Center, Cleveland, Ohio. Report No.: NASA-TN-D-4882 Nov 1968

### Fonti
- Black Contributors to Science and Energy Technology. U.S. Department of Energy (Washington, D.C.: Office of Public Affairs), 1979, p. 19. DOE/OPA-0035 (79).
- The ACM-Mills Conference on Pioneering Women in Computing. Mills College, Oakland, California. 7 maggio 2000
- In Black and White: A Guide to Magazine Articles, Newspaper Articles and Books Concerning More than 15,000 Black Individuals and Groups. 3rd edition Mary Mace Spradling, ed. (Detroit, MI: Gale Research Co.), 1980. p. 289.
- "Easley, Annie J.: American Computer Scientist" in World of Computer Science.  Brigham Narin, Ed. (Detroit, MI: Gales Group), 2002. p. 210.